# کانبکوو
کانبکوو (انگلیسی: Kanbekovo) یک شهرک در شهرستان میاکینسکی استان باشقیرستان کشور روسیه است.